# Duomo di Cesena
Il Duomo di Cesena, ovvero la cattedrale di San Giovanni Battista è il principale luogo di culto cattolico di Cesena, in Romagna, sede vescovile della diocesi di Cesena-Sarsina.
Il Duomo non è sempre stato ubicato nella sua attuale posizione, prima della signoria Malatestiana era collocato all'interno della cittadella rialzata (detta Murata), nell'area oggi occupata dallo Sferisterio di Cesena. Nel 1385 iniziò, per volere di Andrea Malatesta, la ricostruzione in stile romanico-gotico del duomo, che subì col passare dei secoli diverse trasformazioni, ritornando quindi alle sue forme originarie con l'ultimo restauro della seconda metà del XX secolo.
Nel luglio del 1960 papa Giovanni XXIII elevò la cattedrale alla dignità di basilica minore.

## Storia

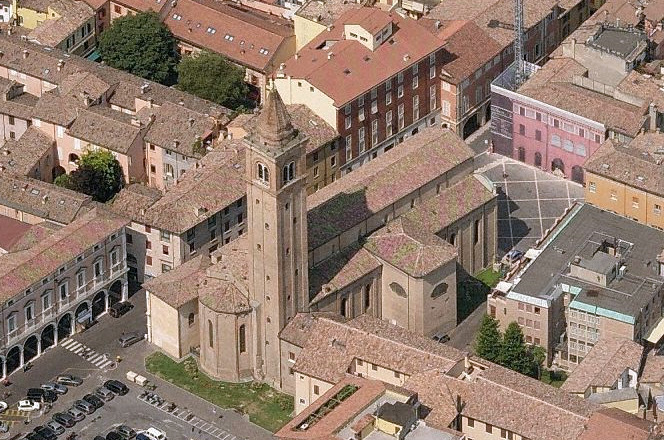
Veduta aerea del Duomo di Cesena.

Nel 1378 Galeotto I Malatesta, appena divenuto signore, aveva stabilito che la cattedrale fosse ricostruita nella contrada Croce di Marmo (dove un tempo sorgeva la chiesa di Sant'Antonio Abate), all'incrocio tra la Via Emilia e l'antica Via del Sale per Cervia (oggi corso Gastone Sozzi).
I lavori, iniziati nel 1385, si protrassero per circa un ventennio seguendo il progetto iniziale di un architetto originario di Untervaldo (Svizzera) - per questo conosciuto genericamente con il nome di Maestro Underwalden - che lo ideò secondo lo schema ad Hallenkirche (chiesa a sala), tipico del gotico di area germanica.

L'abside e il campanile del Duomo
visto da piazza della Libertà.

La chiesa tra il 1443 e il 1456 fu dotata di un campanile su progetto del maestro Maso di Pietro di Lugano e per volontà del vescovo Antonio Malatesta da Fossombrone; quest'ultimo fu una figura centrale nello sviluppo della cattedrale e il suo aspetto generale odierno si deve alle sue sistemazioni. Alla sua morte, lo scultore fiorentino Ottaviano di Antonio di Duccio scolpì la sua arcata sepolcrale e diede inizio a un periodo prospero per l'arte della chiesa, che vide impegnati scultori celebri come i fratelli Giovanni Battista e Lorenzo Bregno da Osteno. A cavallo tra '400 e '500 fu poi completata la parte superiore della facciata, su progetto di Mauro Codussi. A fine ’500 il vescovo Camillo Gualandi rivide la struttura globale della cattedrale e denominò il piccolo dipinto di Bartolomeo Ramenghi detto il Bagnacavallo Madonna del Popolo, in modo da consacrare nel nome la devozione popolare già in atto nei confronti del dipinto.
Successivi rifacimenti barocchi caratterizzarono il XVII secolo, mentre a metà '700 la Madonna del Popolo fu definitivamente collocata nella nuova cappella a lei dedicata, edificata tra il 1746 e il 1748 su progetto di Pietro Carlo Borboni e affrescata da Corrado Giaquinto tra il 1750 e il 1751.

Dopo un ritorno alle origini con l'eliminazione delle aggiunte barocche, tra il 1886 e il 1892 l'architetto Francesco Gualandi conferì alla cattedrale un nuovo volto neogotico. Infine, nel triennio 1957-1960 si realizzò il restauro definitivo con l'eliminazione delle volte interne neogotiche e degli altari ottocenteschi, un nuovo soffitto, una nuova cripta e la muratura delle finestre sulla facciata. Questi interventi portarono la chiesa all'aspetto attuale, del tutto simile a quello originale.

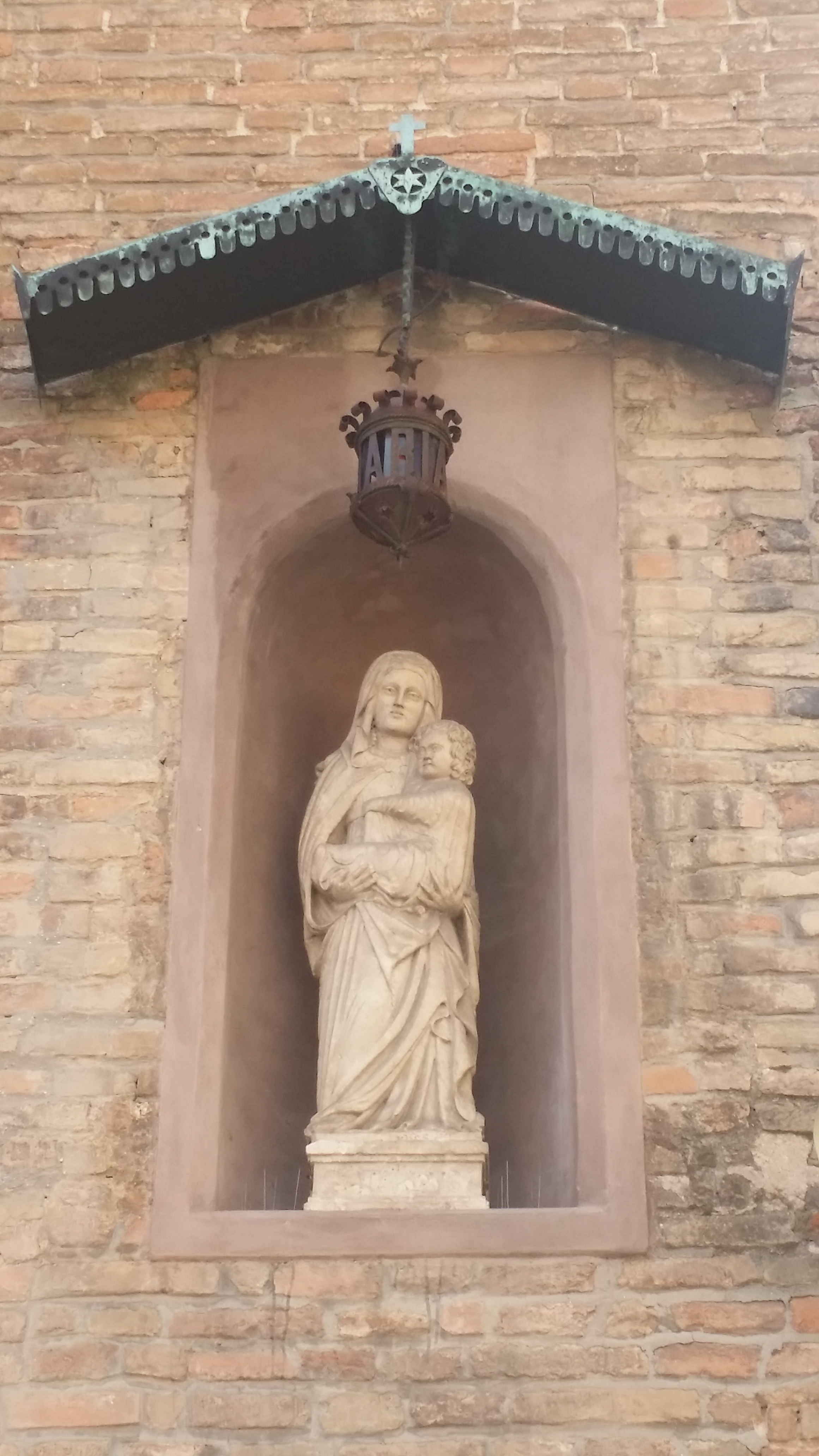
Statua della Madonna col Bambino Gesù fra le sue braccia, realizzata in pietra bianca nel 1510 e attribuita a Vincenzo Gottardi, esposta in una nicchia all'interno della facciata esterna del duomo.

## Architettura

### Esterno
L'esterno dell'edificio colpisce per la sobrietà tipicamente romanica, in laterizio, con otto lesene a interrompere la piatta uniformità della facciata. La parte superiore, progettata da Mauro Codussi e di ascendenza veneta, presenta un frontone triangolare, due timpani semicircolari e due pilastrini; al centro si trova una coppia di lesene ornate con un occhio ornato di fregio a serafini.
La rimanente decorazione della facciata si limita a un'iscrizione a destra del portale con indulgenza plenaria concessa alla città da papa Pio VI, del 9 luglio 1793, e una nicchia con Madonna col Bambino di Vincenzo Gottardi del 1510.
A sinistra della cattedrale si trova una statua in bronzo di San Giovanni Battista degli anni ottanta, dello scultore Leonardo Lucchi.

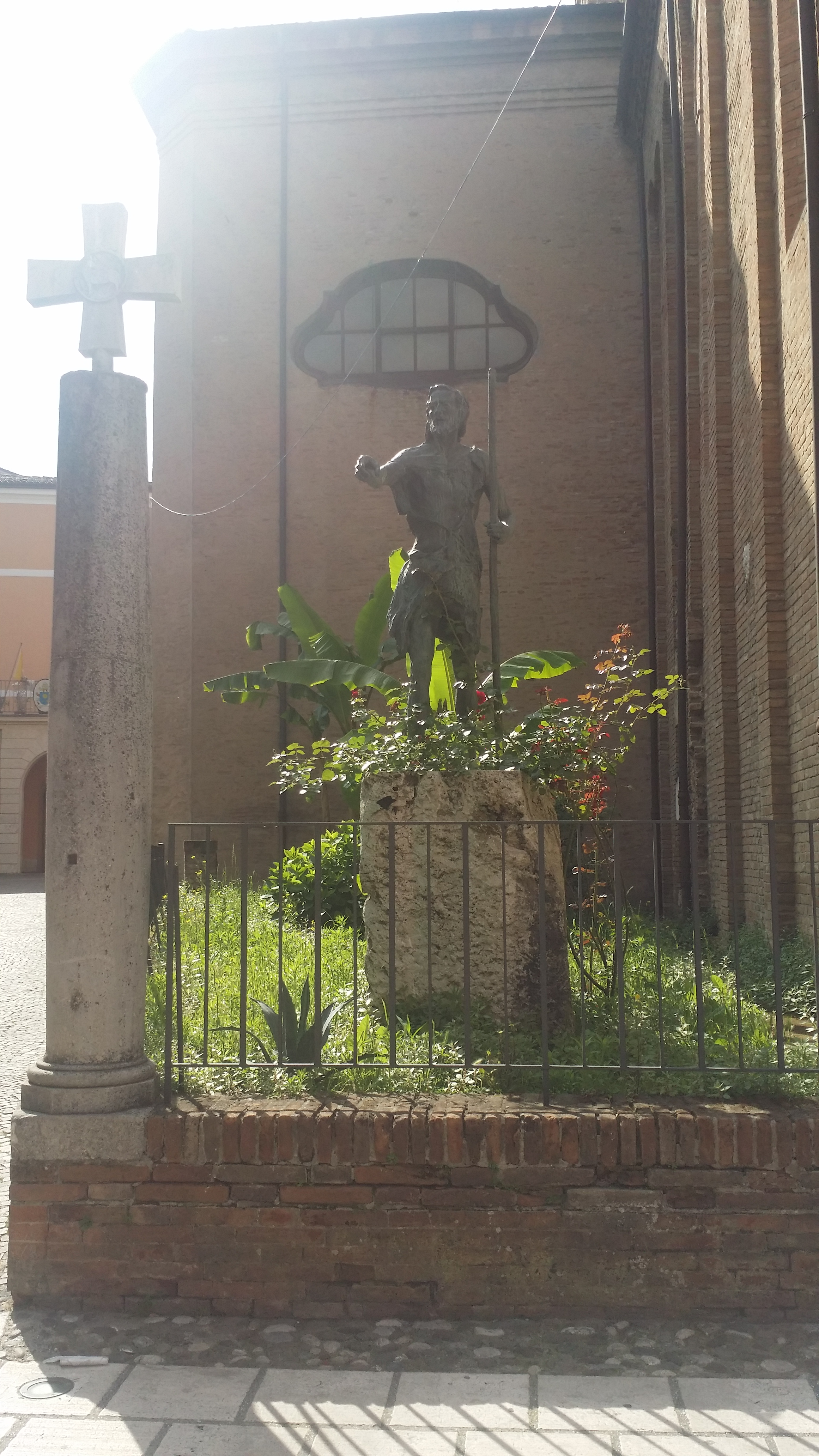
Statua in bronzo di San Giovanni Battista in piedi su una roccia, realizzata dall’artista Leonardo Lucchi nel 1980, presente nella piazza San Giovanni Paolo II e vicino al Duomo di Cesena.

#### Il portale
Il portale in pietra strombato, a tutto sesto, conferisce maestosità e grazia alla facciata; la tradizione lo vorrebbe proveniente dall'antica chiesa di San Lorenzo e qui posto per volontà di Antonio Malatesta, ma vi sono possibilità che sia originale della fabbrica del Duomo.
La porta in bronzo (2000) è opera dello scultore cesenate Ilario Fioravanti e illustra le virtù di San Giovanni Battista: nell'arco sono presenti la Madonna del Popolo con san Mauro e san Vicinio, sotto sono illustrati i  Quattro Evangelisti e la glorificazione del Cristo, sui battenti Episodi della vita del santo con incontro col Cristo, nella parte interna delle maniglie troviamo i Santi Francesco d'Assisi, Chiara, Ambrogio e Carlo.

#### Il campanile
Il campanile è situato sul fianco posteriore sinistro del Duomo. Esso fu eretto tra il 1443 e il 1456 su progetto di Maso di Pietro della Val Lugano, venne dotato di una cella campanaria nel 1741 e dell'originale cupoletta nel 1753, fino a raggiungere l'altezza di 72 metri.

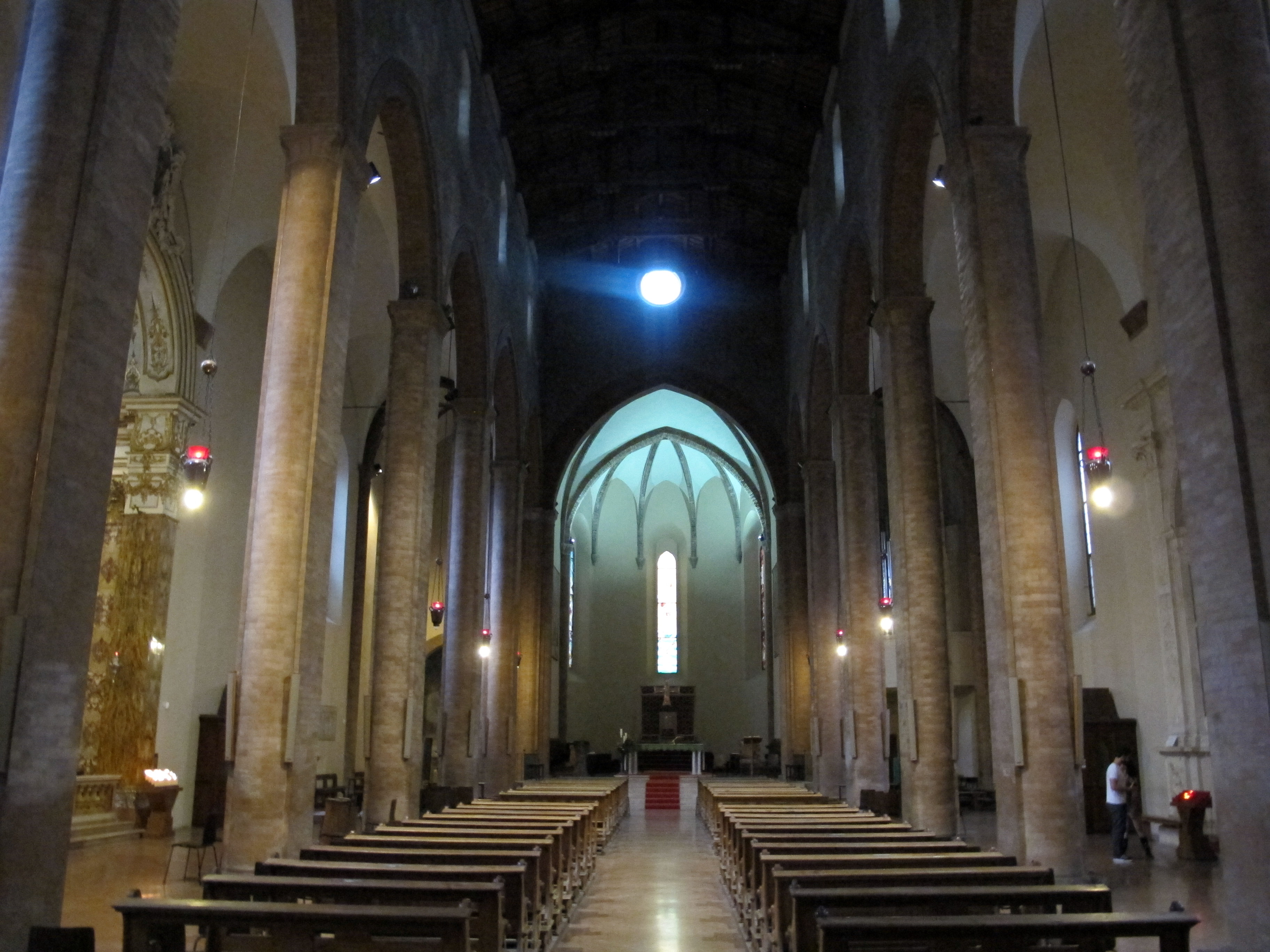
Interno della cattedrale, sezione della navata centrale.

### Interno
La struttura interna è a tre navate, con capriate lignee per la centrale e soffitto a crociera per le laterali.
In controfacciata, sopra l'ingresso, si trova La Beata Vergine col Bambino, gli angeli, i Santi Mauro e Severo, la città di Cesena e i martiri Eugario, Firmio, Genesio e Concordia di Girolamo Cialdieri (1625, proveniente dalla distrutta chiesa di San Severo), e sopra si trova una lapide del 1650 con ovale contenente La Vergine e il Bambino e un'iscrizione a ricordo di Pier Giacomo Beccarini, benefattore della Compagnia della Madonna del Popolo. Seguono un'Urna di san Mauro in rame del 1645 e, sopra, la Scultura di sant'Antonio Abate della bottega del Bregno (XVI secolo).

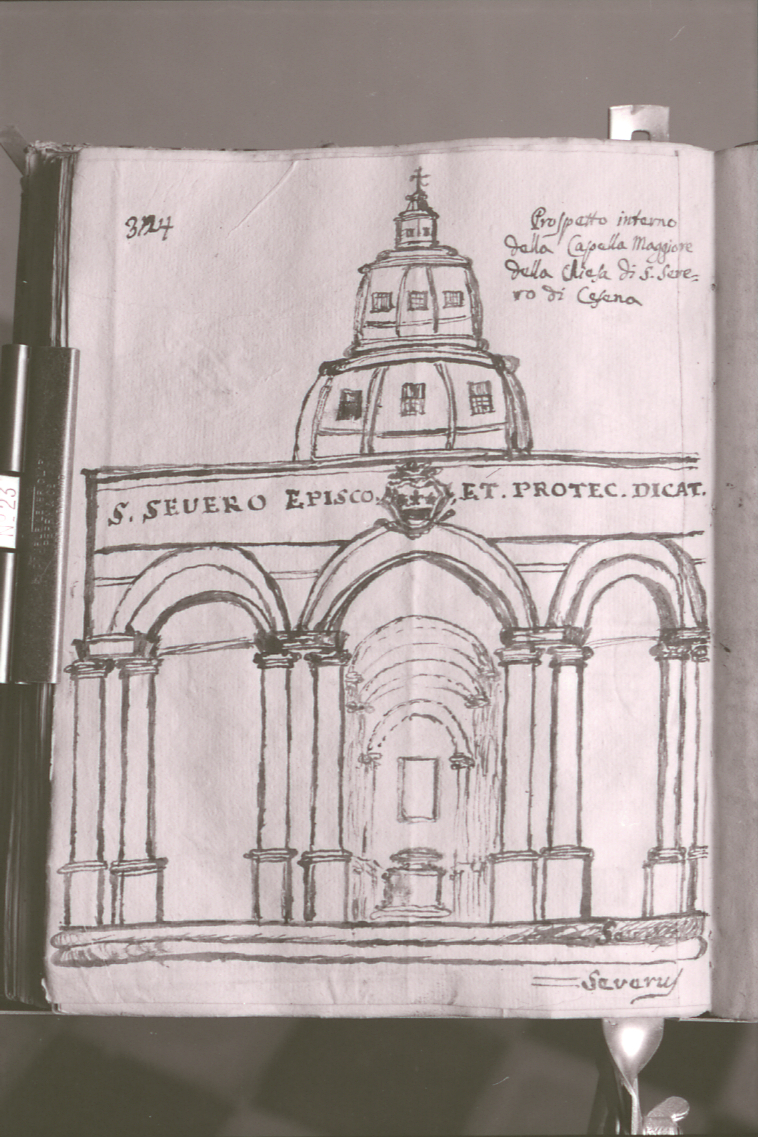
Antico disegno della distrutta chiesa di san Severo in una foto di Paolo Monti del 1972. Fondo Paolo Monti, BEIC.

Nella navata di destra sono presenti il Crocifisso, in legno, detto di "San Zenone" del XV secolo, un'arca sepolcrale in pietra d'Istria del vescovo Antonio Malatesta da Fossombrone del 1467 di Ottaviano di Antonio di Duccio e il celebre Altare del Corpus Domini del 1494 di Giovanni Battista Bregno, massima opera scultore conservata nella Cattedrale e raffigura il Cristo, San Giovanni Battista, San Giovanni Evangelista, l'Arcangelo Gabriele, l'arcidiacono Carlo Verardi (il committente dell'opera) e il nipote Camillo (un cavaliere pontificio). Proseguendo verso il presbiterio, sopra la porta laterale, si trova San Girolamo di Livio Modigliani, un paliotto commemorativo del vescovo Augusto Gianfranceschi e i resti della cappella di San Tobia, che oggi è sede del Museo della Cattedrale.
Nell'abside sono presenti due grandi quadri di Giuseppe Milani dipinti nel 1782 in onore di papa Pio VI (Nascita e Martirio di san Giovanni Battista). Le vetrate, di Nicola Sebastio (1981), rappresentano il Magnificat, il Battesimo di Cristo e il Martirio di san Giovanni Battista.

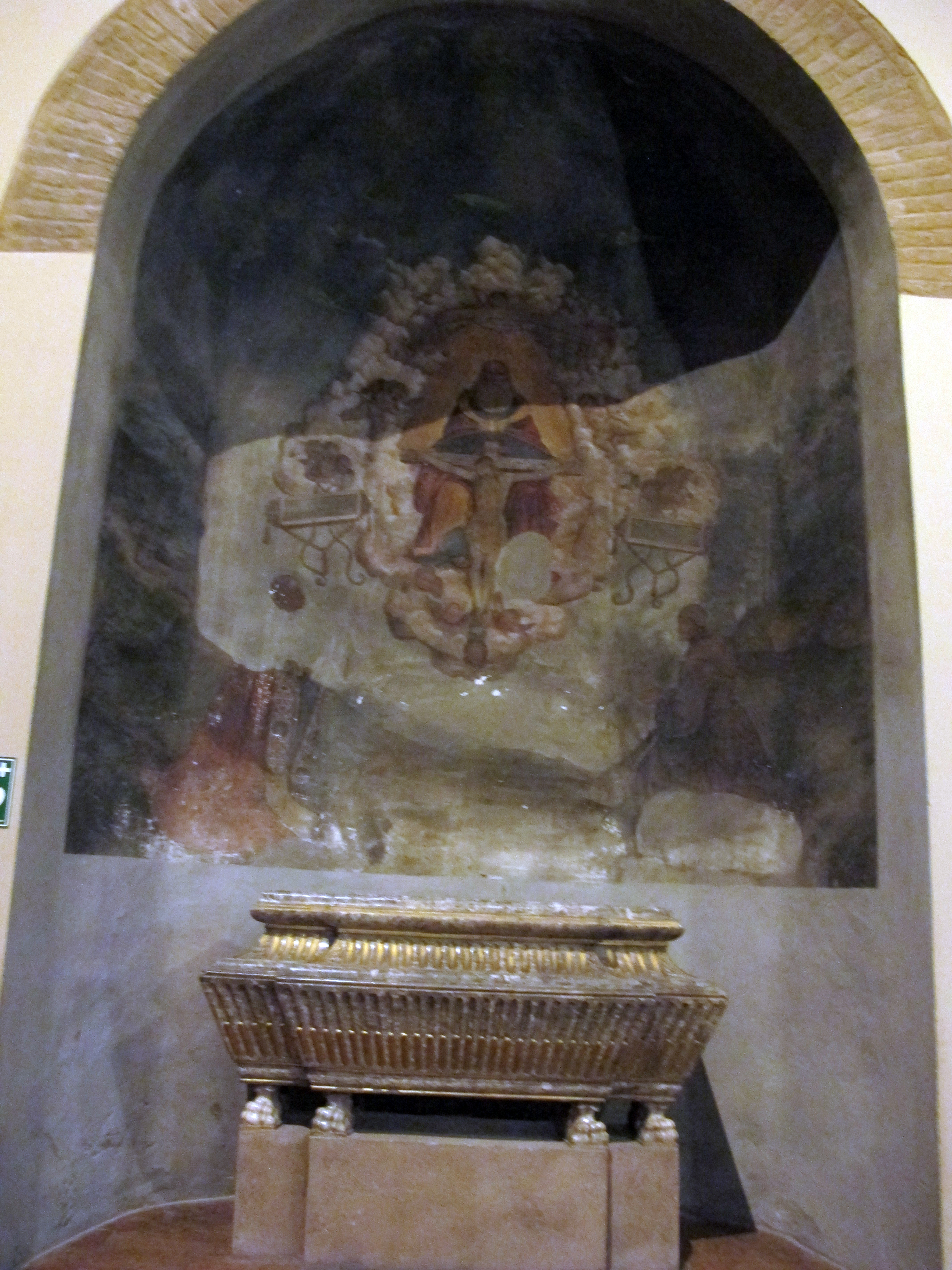
Antonio Aleotti, Santissima Trinità adorata da San Francesco e dal canonico Cesare Isolani, 1509, affresco e il sarcofago di San Severo (1644-1645).

La nicchia che introduce nella navata sinistra presenta il frammento di affresco della Santissima Trinità adorata da San Francesco e dal canonico Cesare Isolani, di Antonio Aleotti del 1509, e il sarcofago di San Severo (1644-1645).
Alla destra della nicchia, sul muro della navata laterale, si trovano la Meridiana di Marinace Vescovo, del 1022 proveniente dal vecchio Duomo, e la porta d'accesso alle sacrestie: nella prima sono presenti degli armadi di Fabio Urbino e soffitto a cassettoni del XV secolo, nella seconda si ammira un prezioso lavabo rinascimentale.
Ancora sulla navata sinistra si trovano San Severo venerato da Carlo e Camillo Verardi del Gottardi del 1490, un bassorilievo con Compatrono, i due committenti, due angeli e folla di fedeli, infine una porta laterale con un quadro raffigurante la Madonna e Bambino con Sant'Antonio da Padova.
Sulla navata si apre la Cappella della Madonna del Popolo e successivamente si trova un trittico scultoreo con i Santi Cristoforo, Leonardo e Eustachio di Lorenzo Bregno (1514-1517).
Il battistero presenta degli affreschi risalenti al XVI secolo con San Vincenzo Ferreri e San Rocco e un fonte battesimale del 1541.
Nella cripta sono custodite le spoglie di San Mauro, vescovo e patrono della città.

#### Altare del Corpus Domini o di San Giovanni Battista

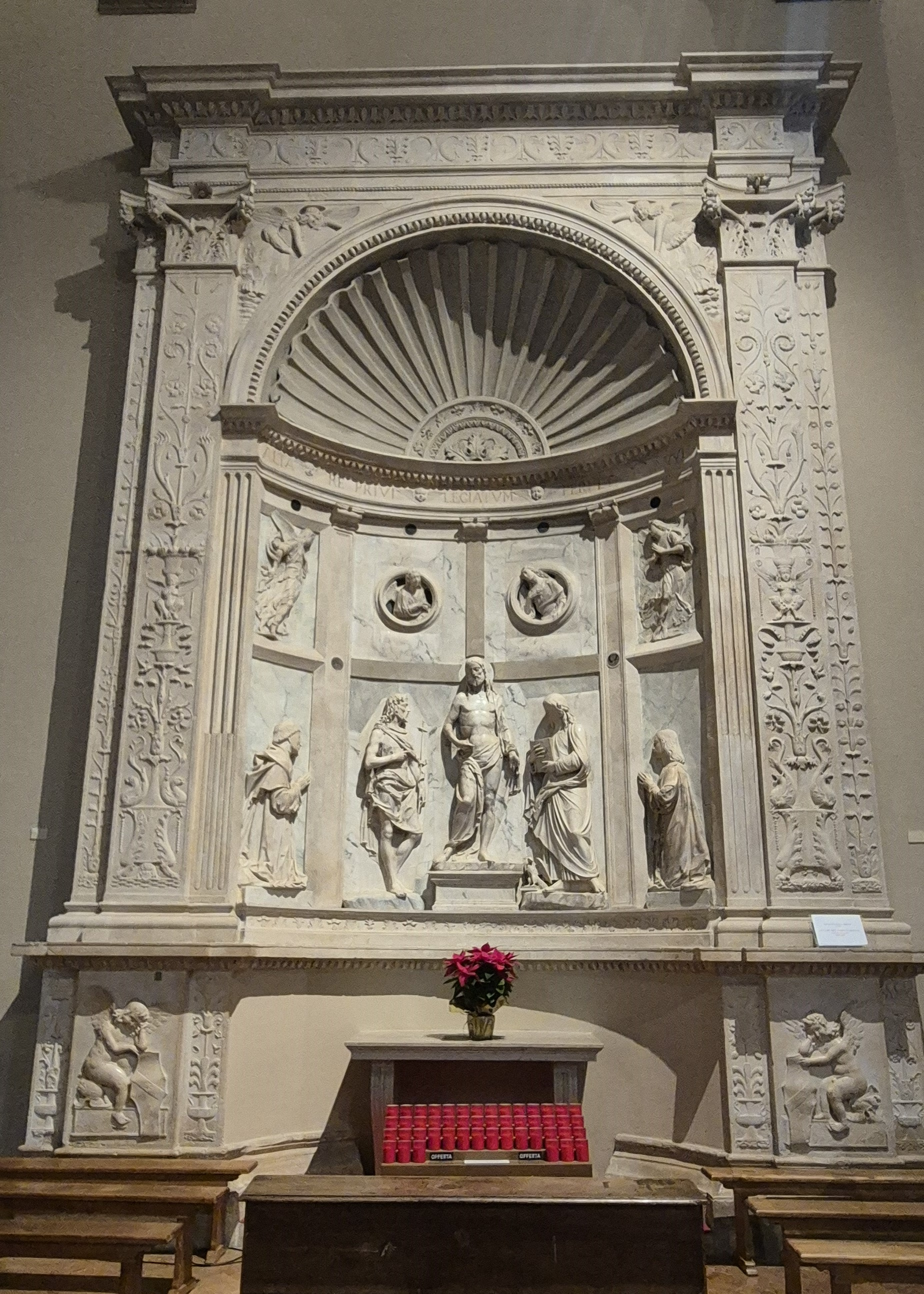
Giovanni Battista Bregno, Altare del Corpus Domini, 1494-1505, Cesena, Duomo

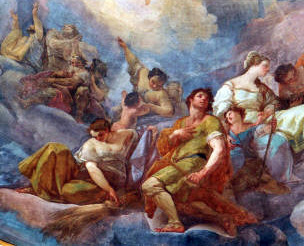
Particolare dell'affresco dell'artista Corrado Giaquinto.

Nella quarta campata della navata destra si trova l'Altare del Corpus Domini, chiamato anche di San Giovanni Battista, della Prepositura o del Corpo di Cristo. Venne commissionato dal primo arcidiacono della cattedrale, Carlo Verardi (1440-1500). Il 18 ottobre 1487 il canonico si impegnò a far costruire il monumento, del quale condivideva il patrocinio con i nipoti, figli del fratello Ptolomeo. Il complesso marmoreo venne scolpito dallo scultore lombardo Giovanni Battista Bregno, che lavorò all'opera fra il 1494 e il 1505 e guadagnò dalla commissione la considerevole cifra di 300 ducati d'oro. La struttura architettonica risale invece dal 1523-25 e fu realizzata da Giacomo Bianchi e Rocco Poltri.
Nella parte centrale si vede un Cristo con in mano un calice con cui raccoglie sangue dal proprio costato, affiancato dai due santi di nome Giovanni, alla sua destra (quindi alla sinistra dello spettatore) San Giovanni Battista, riconoscibile dall'abbigliamento e dalla croce in mano e al lato opposto San Giovanni Evangelista, che tiene il Vangelo e ha l'aquila suo simbolo ai suoi piedi. Inginocchiati si trovano i committenti, Carlo Verardi e il di lui nipote, Camillo, cavaliere pontificio, morto nel 1505 o nel 1511. Cristo, in posizione centrale e rialzata, si trova all'origine della croce, identificata mediante la divisione in riquadri della parete di fondo dell'altare e il suo corpo diviene esso stesso parte della croce, fungendo da braccio verticale. Le sculture si presentano con anatomie perfette e panneggi molto eleganti. Anche le espressioni dei volti denotano una grande maestria di realizzazione. Alle figure principali si aggiungono degli angeli collocati nei riquadri della struttura. 

La cornice con candelabre floreali, delfini, spighe, cornucopie, figure mostruose e uccelli fra cui una fenice, è opera di collaboratori di Bregno, mentre la grande conchiglia è stata realizzata molto più tardi, agli inizi del Novecento, dal cesenate Paolo Grilli.

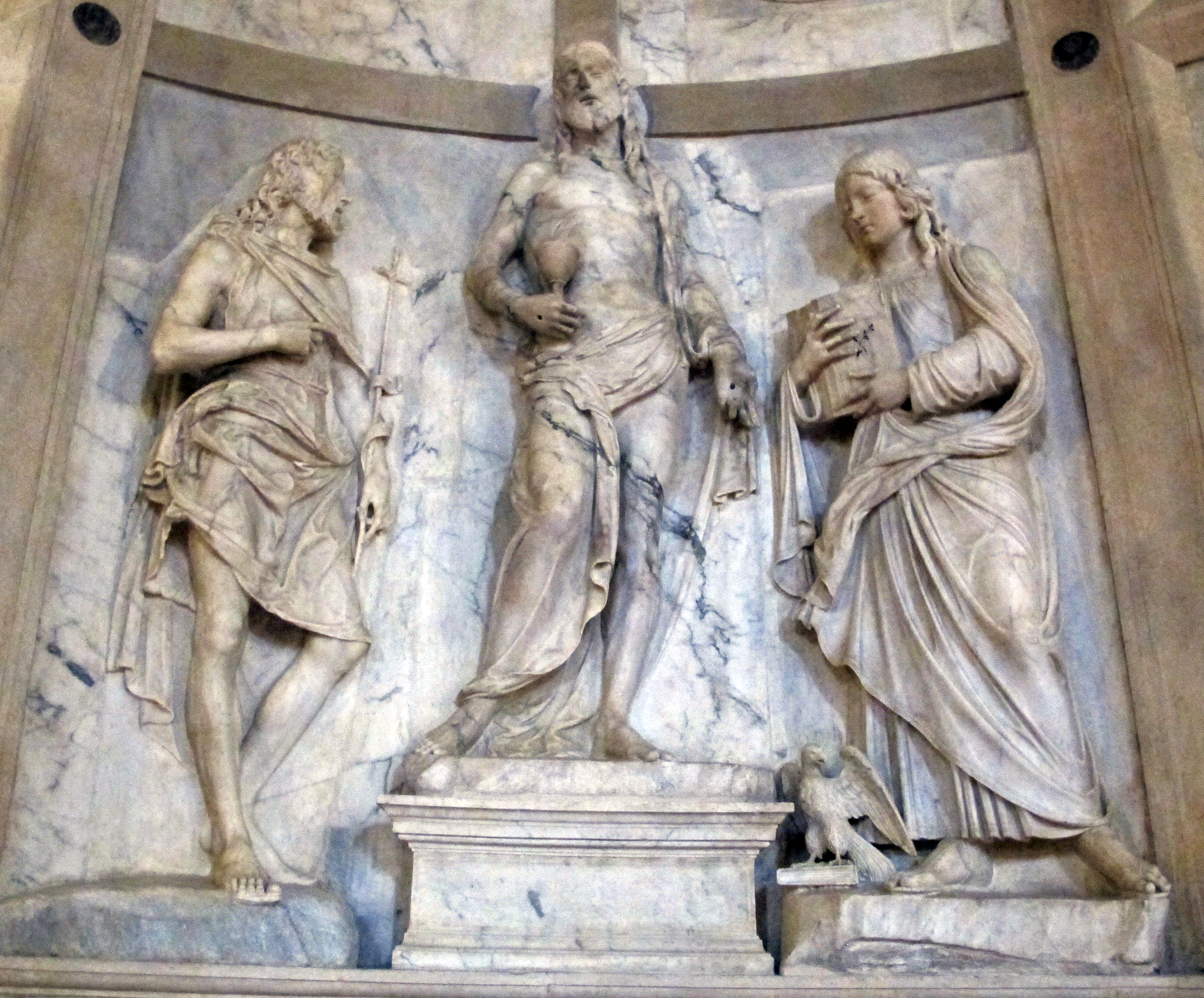
Gruppo centrale
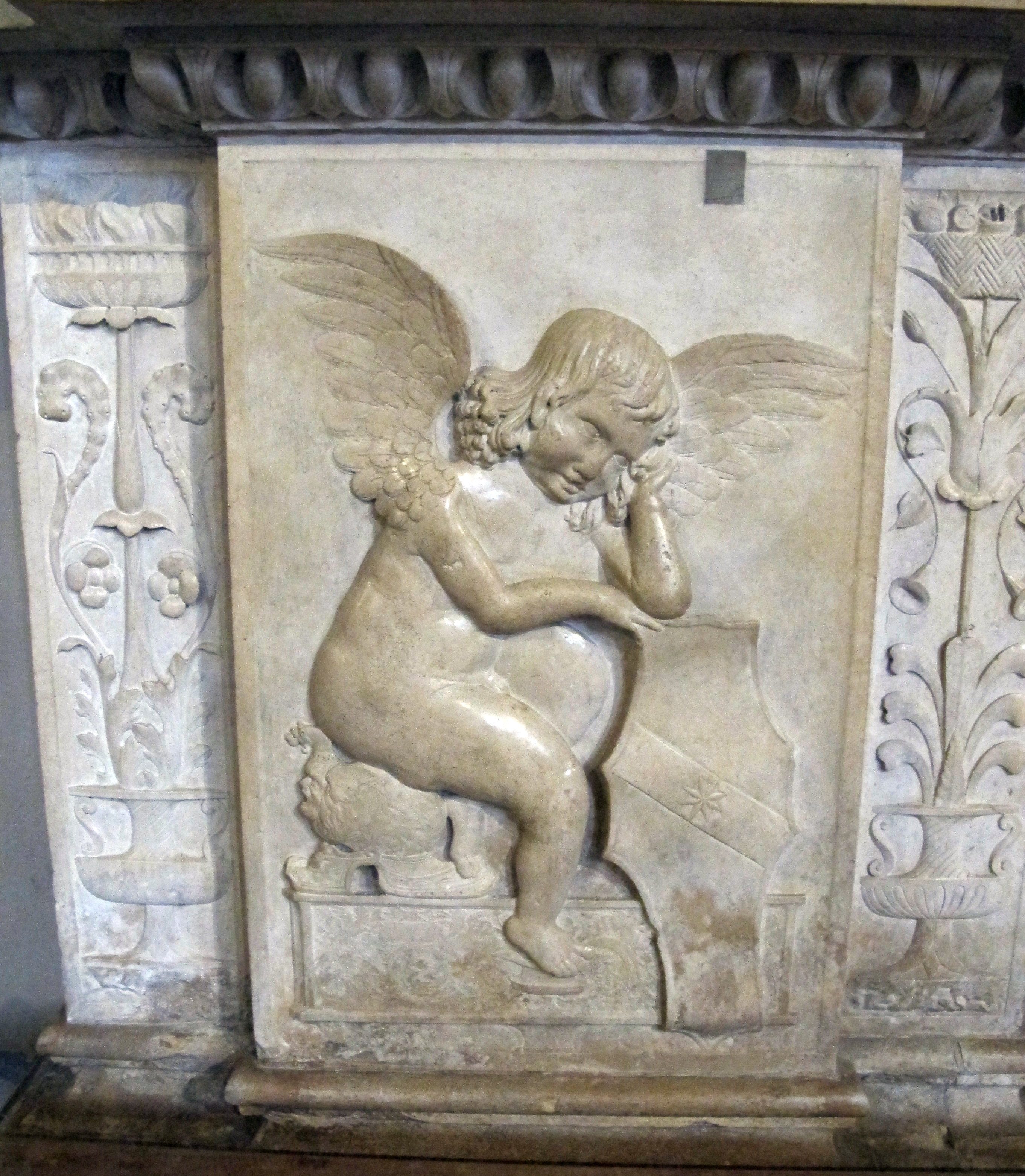
Angelo
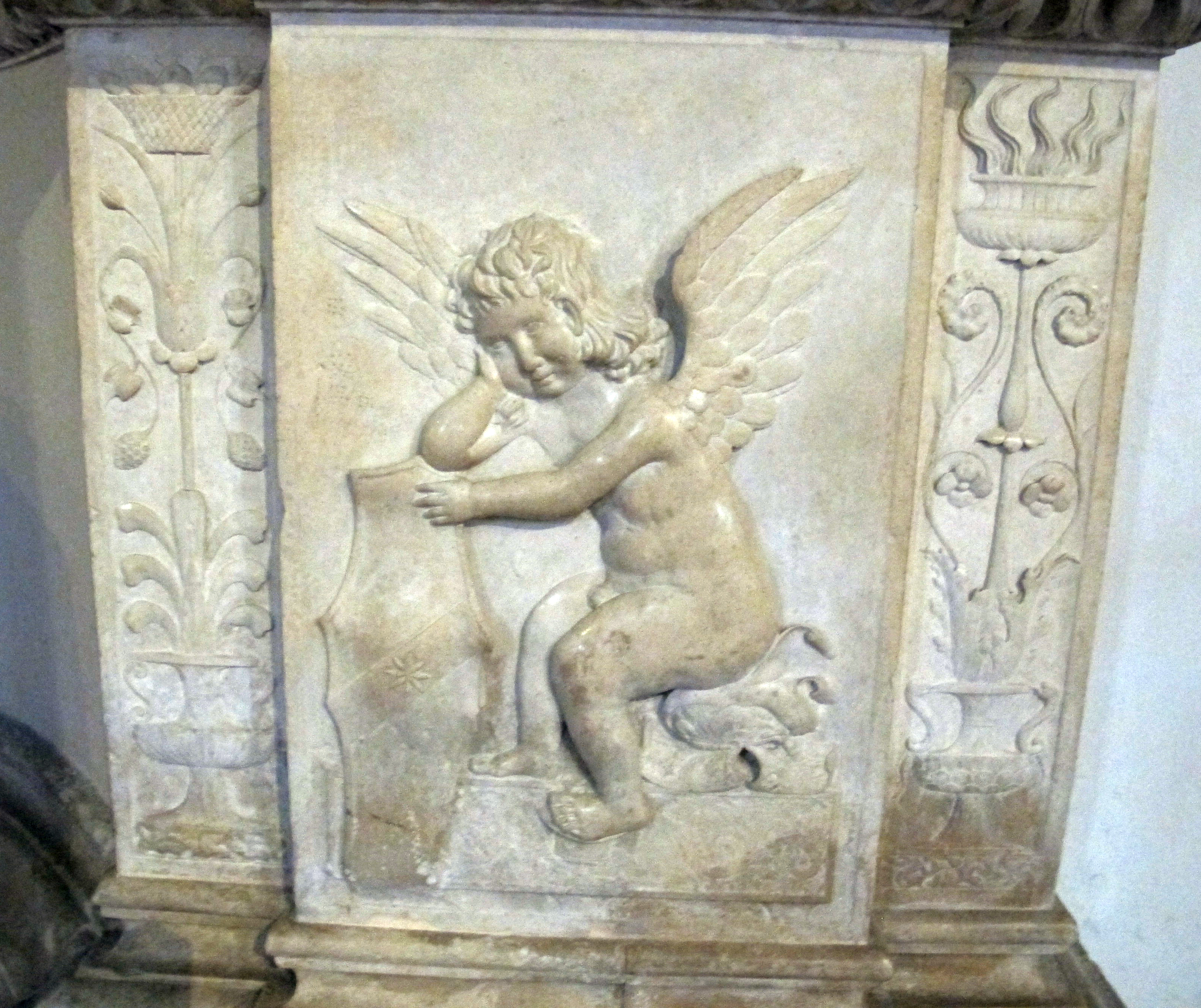
Angelo
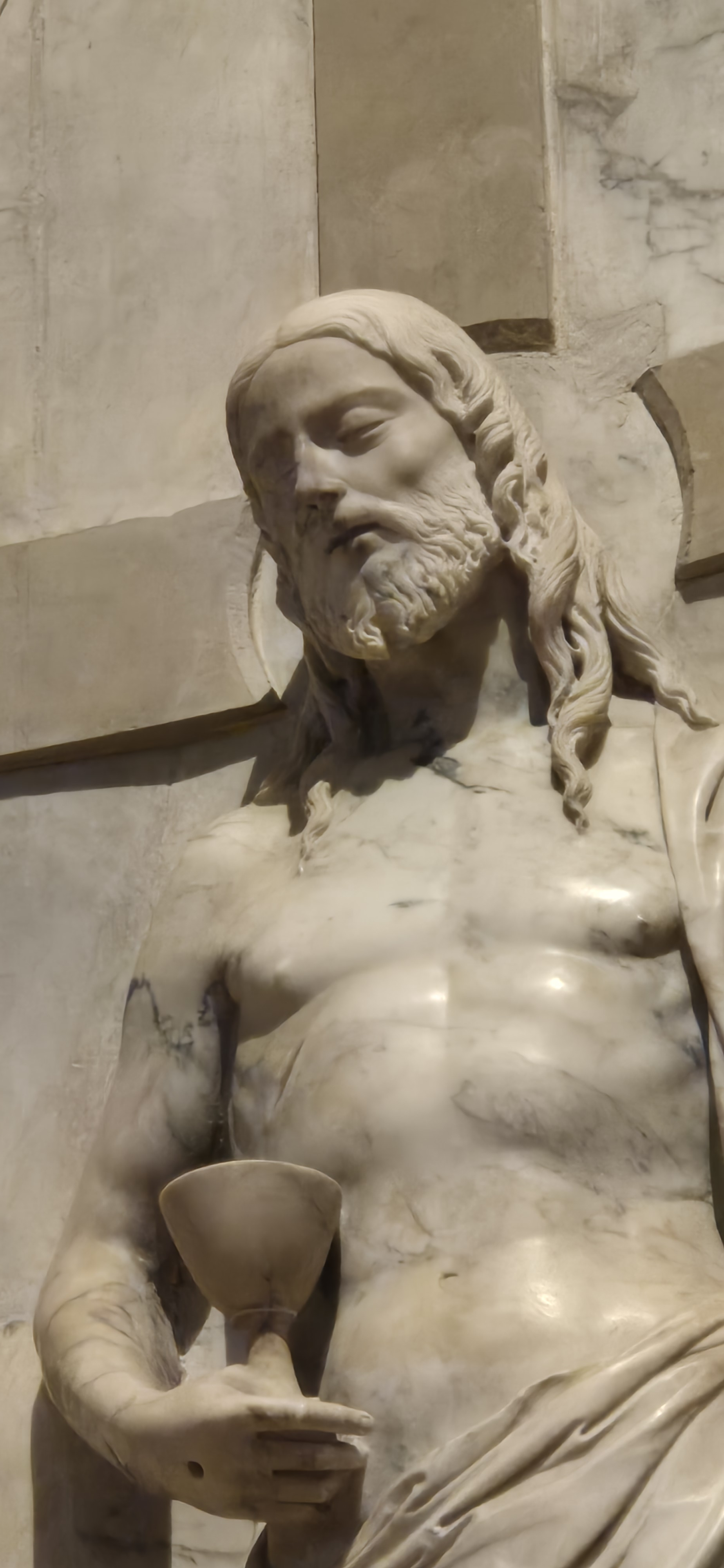
Cristo
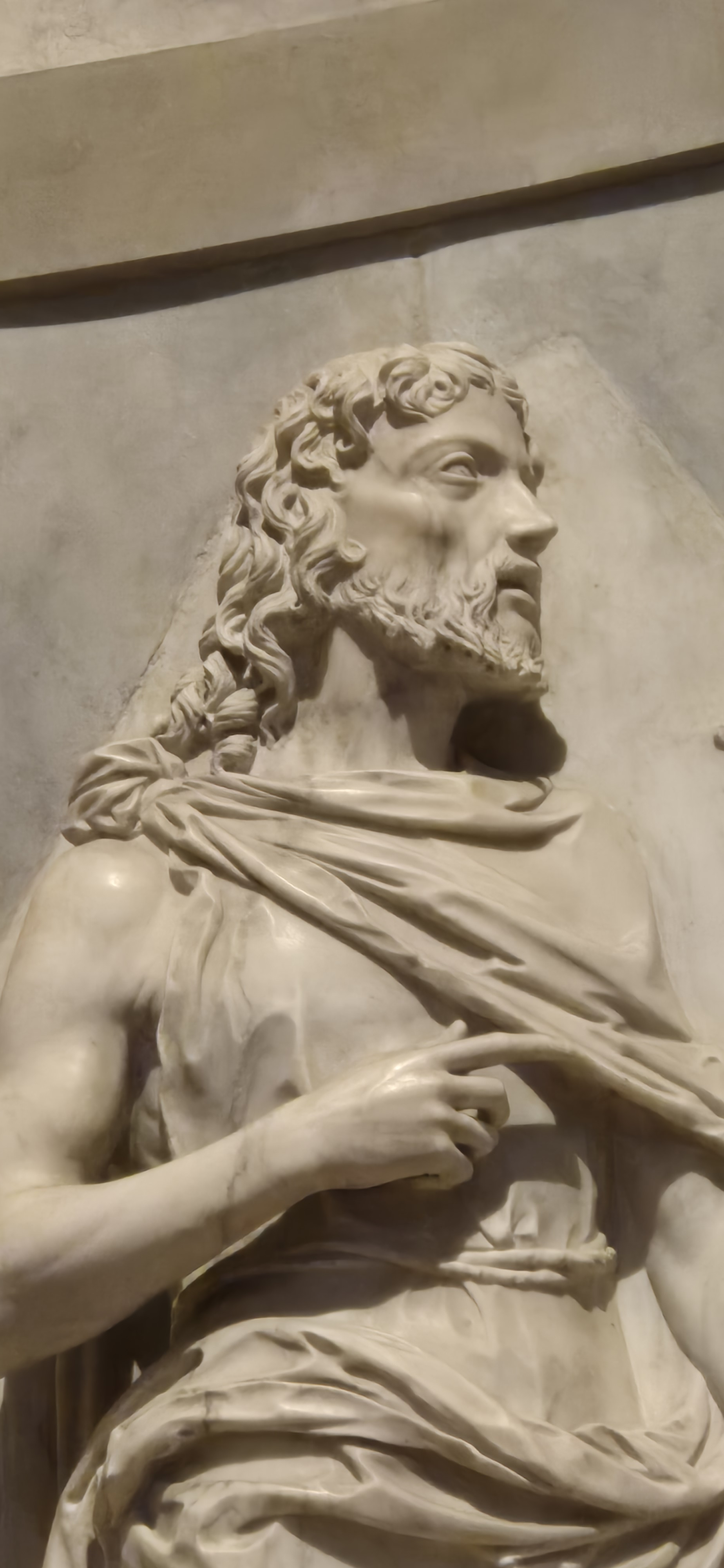
Giovanni Battista
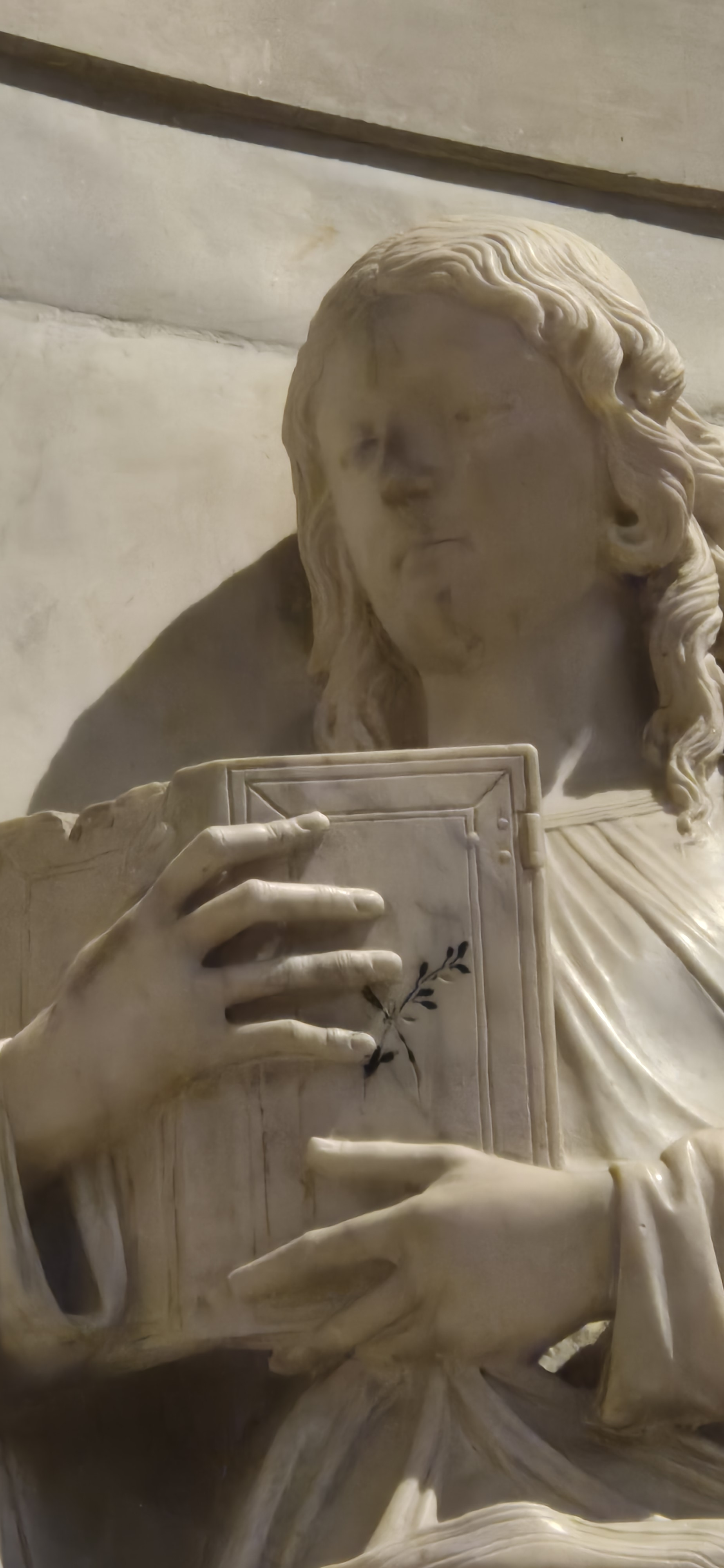
Giovanni Evangelista
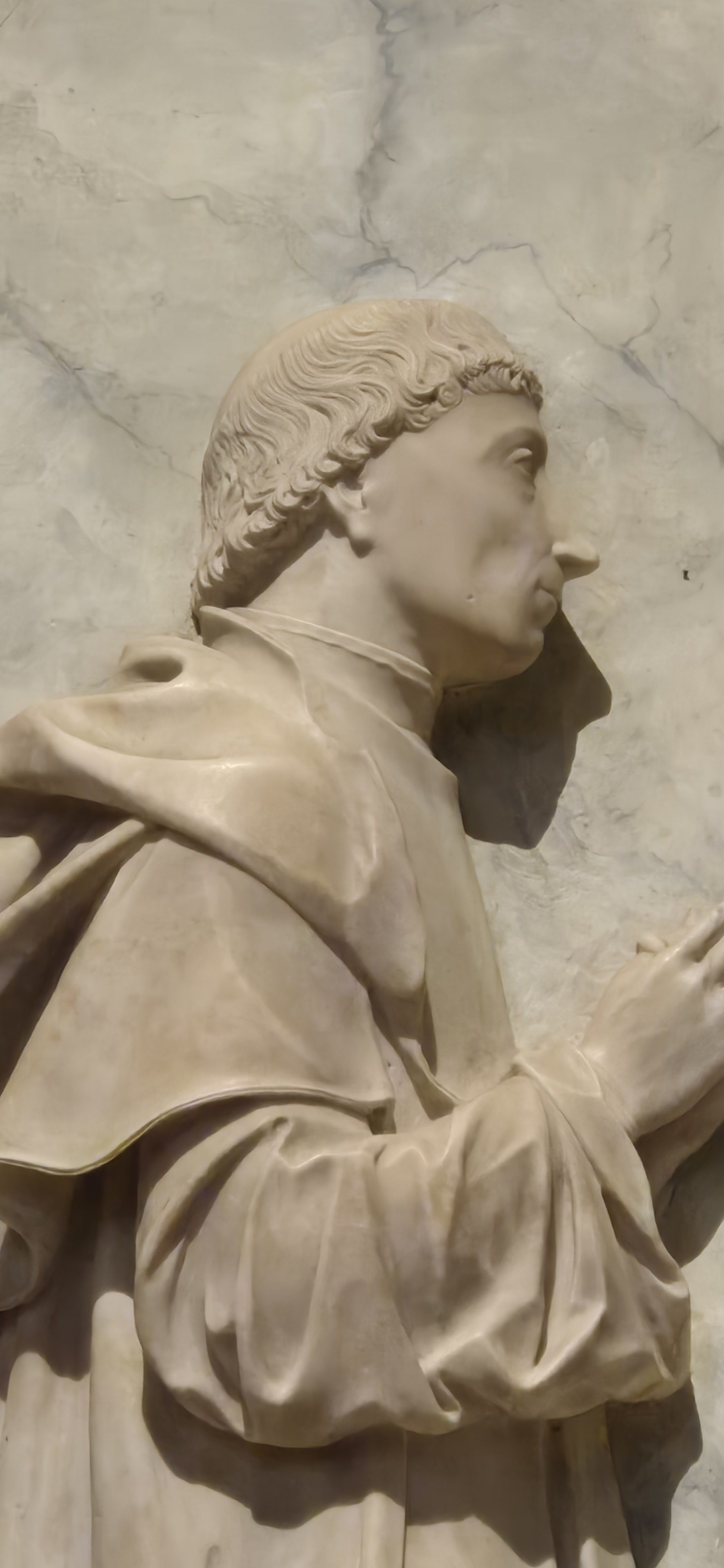
Carlo Verardi

#### Cappella della Madonna del Popolo o Cappella Albizzi

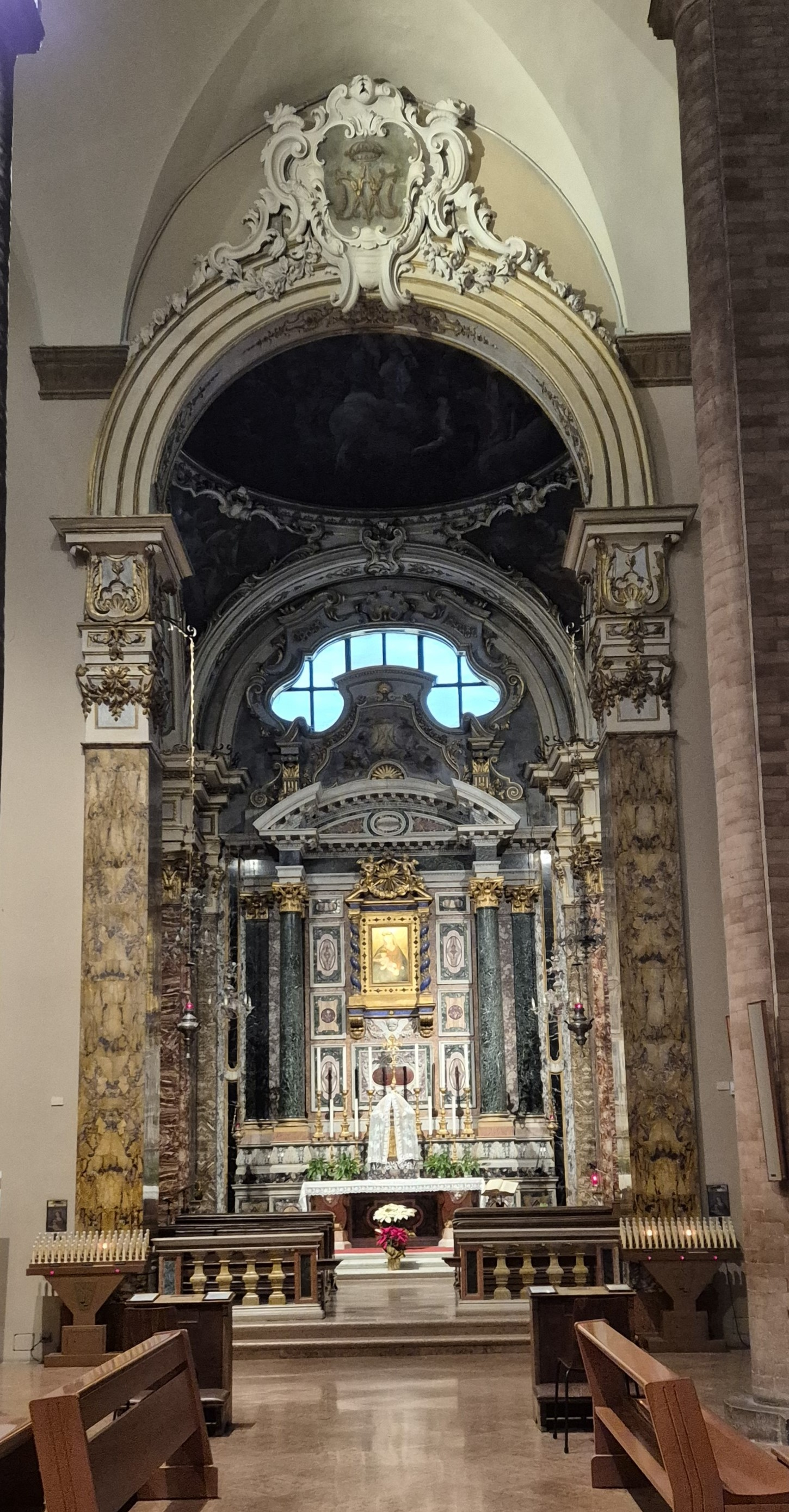
Cesena, Duomo, Cappella della Madonna del Popolo

A metà navata, in perfetta corrispondenza con l'Altare del Corpus Domini, si trova la Cappella della Madonna del Popolo, voluta dal cardinale cesenate Francesco Albizzi (1593-1684) e progettata nelle forme attuali da Pietro Carlo Borboni (1746-1748). La cappella è a pianta quadrata con colonne agli angoli, in stile corinzio e marmi policromi. 

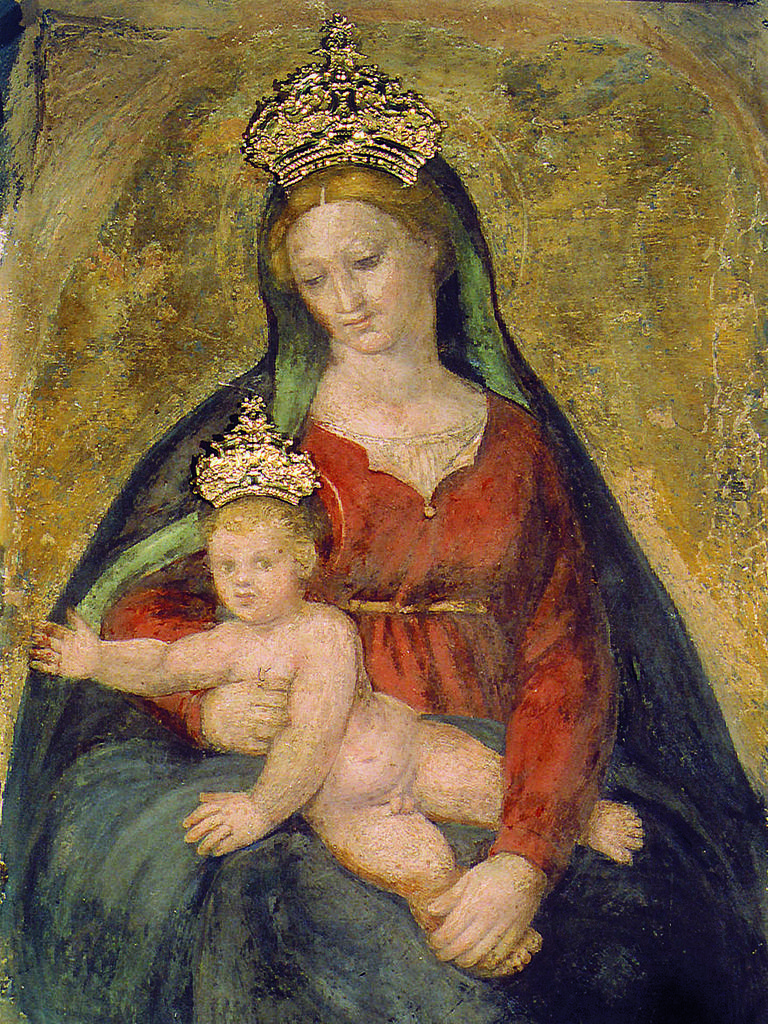
Bagnacavallo, Madonna del Popolo, 1520, dipinto murale, Cesena, Duomo

Sono presenti affreschi di Corrado Giaquinto del 1750: nella calotta semisferica c'è La genealogia della Vergine, raffigurante il Paradiso con la Vergine, il bambino Gesù e i personaggi dell'Antico Testamento; nei pennacchi I profeti Baruc, Ezechiele, Isaia e Geremia. L'altare del 1882 è stato fabbricato su progetto di Francesco Vespignani e Filippo Viti. Nell'ancona si venera La Madonna del Popolo, di Bartolomeo Ramenghi detto il Bagnacavallo, 1520, così denominata dal 1599 per volere del vescovo Camillo Gualandi e del cappuccino Padre Girolamo da Forlì in quanto oggetto di culto popolare. L'immagine venne collocata all'interno della cappella nel 1683. 
Gli stucchi sono di Pietro Martinetti, i preziosi marmi di Giovanni Fabbri (1753-1759), mentre gli angeli in stucco sulle porte laterali sono di Antonio Trentanove (1795-1796).
Alcune iscrizioni completano il ricco apparato: due ricordano la visita di Papa Pio VI avvenuta nel 1782, una rammenta la visita di Papa Giovanni Paolo II dell'8 maggio 1986, un'altra la visita di Papa Francesco del 1º ottobre 2017, un'altra ancora un episodio miracoloso durante la seconda guerra mondiale con protagonista il vescovo Beniamino Socche.

#### Organo a canne
In fondo alla navata di destra su una pensilina, si trova l'organo costruito nel 1962 dalla Famiglia Artigiana Fratelli Ruffatti di Padova, che per quanto possibile, curò di utilizzare materiale derivante dal vecchio organo “Laudani e Giudici” del 1898, danneggiato da eventi bellici e posto originariamente in cantoria sopra il portale d'ingresso.  La stessa nel 1985 revisionò lo strumento migliorandone il quadro fonico, in modo da aumentare le possibilità espressive dell’organo. Lo strumento possiede N° 2121 canne, 2 tastiere di 61 note ciascuna, pedaliera concavo radiale di 32 note e N° 34 registri (tra cui 26 reali e 8 trasmessi, derivati o prolungati). La trasmissione degli impulsi tra consolle e organo avviene col sistema elettronico multiplex, su un singolo cavo coassiale, che dà, tra l’altro, la possibilità all’organista di memorizzare ben 64 combinazioni diverse di registri.